# Fortitudo Pro Roma

Schematisch overzicht van fusies van voetbalclubs die in AS Roma zijn opgegaan

Fortitudo Pro Roma was een Italiaanse voetbalclub uit de hoofdstad Rome. De club ontstond in 1926 na een fusie tussen Fortitudo en Pro Roma en bestond slechts één jaar. In 1927 fuseerde de fusieclub met Alba Audace Roma dat ook nog maar een jaar bestond na een fusie en Roman Football Club om zo het huidige AS Roma te vormen.

## Fortitudo Roma
Società di Ginnastica e Scherma Fortitudo werd in 1908 opgericht en nam in 1913/14 voor het eerst deel aan het nationaal kampioenschap en eindigde samen met Audace Roma op de vierde plaats, op zes clubs. Ook in het volgende seizoen was deze plaats weggelegd voor de club.
Na de Eerste Wereldoorlog ging het een stuk beter en werd Fortitudo kampioen van Latium en stootte door naar de halve finale waar ook de eerste plaats werd behaald. In de finale om de titel van Zuid-Italië moest de club het echter afleggen van Livorno. Het volgende seizoen werd Fortitudo opnieuw kampioen van Latium maar bleef nu in de halve finale steken. Na een derde opeenvolgende titel kon de club nu wel de titel van Zuid-Italië behalen en speelde nu de finale tegen de kampioen van Noord-Italië, Pro Vercelli. Zoals altijd domineerden de teams uit Noord-Italië (het duurde tot 1942 vooraleer een team uit het zuiden de landstitel binnen haalde). Fortitudo verloor met 0-3 en 2-5.
Het volgende seizoen werd de club derde en was meteen uitgeschakeld. In 1923/24 werd de club gedeeld tweede achter Alba Roma en speelde een play-off tegen Lazio Roma om door te stoten maar verloor met 0-2. Na een derde plaats in het volgende seizoen kon de club zich opnieuw plaatsen voor de volgende ronde na een tweede plaats achter Alba Roma. In de halve finale bleef de club echter steken op de tweede plaats. Na dit seizoen fuseerde de club met SS Pro Roma.

## Fortitudo Pro Roma
De fusieclub trad aan in een nieuwe competitie. Er was geen onderscheid meer tussen Noord en Zuid-Italië en ook niet meer tussen provincies. Er waren nu twee groepen van tien clubs. De clubs uit het noorden domineerden beide competities en de club in het zuiden eindigden onder aan de rangschikking. Fortitudo Pro kon slechts twee wedstrijden winnen en degradeerde. In de andere poule eindigde andere fusieclub Alba Audace ook op een degradatieplaats. Maar Rome zou niet zonder voetbalclub blijven omdat Roman FC naar de hoogste klasse promoveerde. Alba Audace en Fortitudo Pro besloten om met Roman te fuseren om zo één uniforme club te vormen en AS Roma was geboren. Dit tot groot plezier van de voetbalbond die graag per stad één grote club had en daarin al geslaagd was in Napels, Bari en Florence.

## Stamboom AS Roma
|              |              |              |              |                     |                     |                     |                     |                        |                        |                        |                        |                        |                        | AS Roma 1927   |                |                |                |                |                |                |                |  |  |                         |                         |                         |                         |                         |                         |                  |                  |                    |                    |                    |                    |                    |                    |                      |                      |                      |                      |                      |                      |  |  |  |  |  |  |  |  |  |  |  |  |  |  |  |  |  |  |  |  |  |  |  |  |  |  |
|              |              |              |              |                     |                     |                     |                     |                        |                        |                        |                        |                        |                        |                |                |                |                |                |                |                |                |  |  |                         |                         |                         |                         |                         |                         |                  |                  |                    |                    |                    |                    |                    |                    |                      |                      |                      |                      |                      |                      |  |  |  |  |  |  |  |  |  |  |  |  |  |  |  |  |  |  |  |  |  |  |  |  |  |  |
|              |              |              |              |                     |                     |                     |                     |                        |                        |                        |                        |                        |                        |                |                |                |                |                |                |                |                |  |  |                         |                         |                         |                         |                         |                         |                  |                  |                    |                    |                    |                    |                    |                    |                      |                      |                      |                      |                      |                      |  |  |  |  |  |  |  |  |  |  |  |  |  |  |  |  |  |  |  |  |  |  |  |  |  |  |
|              |              |              |              | US Alba Audace 1926 | US Alba Audace 1926 | US Alba Audace 1926 | US Alba Audace 1926 | US Alba Audace 1926    | US Alba Audace 1926    |                        |                        |                        |                        | Roman FC 1901  | Roman FC 1901  | Roman FC 1901  | Roman FC 1901  | Roman FC 1901  | Roman FC 1901  |                |                |  |  | Fortitudo Pro Roma 1926 | Fortitudo Pro Roma 1926 | Fortitudo Pro Roma 1926 | Fortitudo Pro Roma 1926 | Fortitudo Pro Roma 1926 | Fortitudo Pro Roma 1926 |                  |                  |                    |                    |                    |                    |                    |                    |                      |                      |                      |                      |                      |                      |  |  |  |  |  |  |  |  |  |  |  |  |  |  |  |  |  |  |  |  |  |  |  |  |  |  |
|              |              |              |              | US Alba Audace 1926 | US Alba Audace 1926 | US Alba Audace 1926 | US Alba Audace 1926 | US Alba Audace 1926    | US Alba Audace 1926    |                        |                        |                        |                        | Roman FC 1901  | Roman FC 1901  | Roman FC 1901  | Roman FC 1901  | Roman FC 1901  | Roman FC 1901  |                |                |  |  | Fortitudo Pro Roma 1926 | Fortitudo Pro Roma 1926 | Fortitudo Pro Roma 1926 | Fortitudo Pro Roma 1926 | Fortitudo Pro Roma 1926 | Fortitudo Pro Roma 1926 |                  |                  |                    |                    |                    |                    |                    |                    |                      |                      |                      |                      |                      |                      |  |  |  |  |  |  |  |  |  |  |  |  |  |  |  |  |  |  |  |  |  |  |  |  |  |  |
|              |              |              |              |                     |                     |                     |                     |                        |                        |                        |                        |                        |                        |                |                |                |                |                |                |                |                |  |  |                         |                         |                         |                         |                         |                         |                  |                  |                    |                    |                    |                    |                    |                    |                      |                      |                      |                      |                      |                      |  |  |  |  |  |  |  |  |  |  |  |  |  |  |  |  |  |  |  |  |  |  |  |  |  |  |
| SS Alba 1907 | SS Alba 1907 | SS Alba 1907 | SS Alba 1907 | SS Alba 1907        | SS Alba 1907        |                     |                     | FC Esperia-Audace 1912 | FC Esperia-Audace 1912 | FC Esperia-Audace 1912 | FC Esperia-Audace 1912 | FC Esperia-Audace 1912 | FC Esperia-Audace 1912 |                |                | FC Aiglon 1905 | FC Aiglon 1905 | FC Aiglon 1905 | FC Aiglon 1905 | FC Aiglon 1905 | FC Aiglon 1905 |  |  | SGS Fortitudo 1908      | SGS Fortitudo 1908      | SGS Fortitudo 1908      | SGS Fortitudo 1908      | SGS Fortitudo 1908      | SGS Fortitudo 1908      |                  |                  | US Pro Patria 1924 | US Pro Patria 1924 | US Pro Patria 1924 | US Pro Patria 1924 | US Pro Patria 1924 | US Pro Patria 1924 |                      |                      |                      |                      |                      |                      |  |  |  |  |  |  |  |  |  |  |  |  |  |  |  |  |  |  |  |  |  |  |  |  |  |  |
| SS Alba 1907 | SS Alba 1907 | SS Alba 1907 | SS Alba 1907 | SS Alba 1907        | SS Alba 1907        |                     |                     | FC Esperia-Audace 1912 | FC Esperia-Audace 1912 | FC Esperia-Audace 1912 | FC Esperia-Audace 1912 | FC Esperia-Audace 1912 | FC Esperia-Audace 1912 |                |                | FC Aiglon 1905 | FC Aiglon 1905 | FC Aiglon 1905 | FC Aiglon 1905 | FC Aiglon 1905 | FC Aiglon 1905 |  |  | SGS Fortitudo 1908      | SGS Fortitudo 1908      | SGS Fortitudo 1908      | SGS Fortitudo 1908      | SGS Fortitudo 1908      | SGS Fortitudo 1908      |                  |                  | US Pro Patria 1924 | US Pro Patria 1924 | US Pro Patria 1924 | US Pro Patria 1924 | US Pro Patria 1924 | US Pro Patria 1924 |                      |                      |                      |                      |                      |                      |  |  |  |  |  |  |  |  |  |  |  |  |  |  |  |  |  |  |  |  |  |  |  |  |  |  |
|              |              |              |              |                     |                     |                     |                     |                        |                        |                        |                        |                        |                        |                |                |                |                |                |                |                |                |  |  |                         |                         |                         |                         |                         |                         |                  |                  |                    |                    |                    |                    |                    |                    |                      |                      |                      |                      |                      |                      |  |  |  |  |  |  |  |  |  |  |  |  |  |  |  |  |  |  |  |  |  |  |  |  |  |  |
|              |              |              |              | FC Esperia 1911     | FC Esperia 1911     | FC Esperia 1911     | FC Esperia 1911     | FC Esperia 1911        | FC Esperia 1911        |                        |                        | Audace CS 1901         | Audace CS 1901         | Audace CS 1901 | Audace CS 1901 | Audace CS 1901 | Audace CS 1901 |                |                |                |                |  |  |                         |                         |                         |                         | SS Pro Roma 1911        | SS Pro Roma 1911        | SS Pro Roma 1911 | SS Pro Roma 1911 | SS Pro Roma 1911   | SS Pro Roma 1911   |                    |                    |                    |                    | US Romana 1916       | US Romana 1916       | US Romana 1916       | US Romana 1916       | US Romana 1916       | US Romana 1916       |  |  |  |  |  |  |  |  |  |  |  |  |  |  |  |  |  |  |  |  |  |  |  |  |  |  |
|              |              |              |              | FC Esperia 1911     | FC Esperia 1911     | FC Esperia 1911     | FC Esperia 1911     | FC Esperia 1911        | FC Esperia 1911        |                        |                        | Audace CS 1901         | Audace CS 1901         | Audace CS 1901 | Audace CS 1901 | Audace CS 1901 | Audace CS 1901 |                |                |                |                |  |  |                         |                         |                         |                         | SS Pro Roma 1911        | SS Pro Roma 1911        | SS Pro Roma 1911 | SS Pro Roma 1911 | SS Pro Roma 1911   | SS Pro Roma 1911   |                    |                    |                    |                    | US Romana 1916       | US Romana 1916       | US Romana 1916       | US Romana 1916       | US Romana 1916       | US Romana 1916       |  |  |  |  |  |  |  |  |  |  |  |  |  |  |  |  |  |  |  |  |  |  |  |  |  |  |
|              |              |              |              |                     |                     |                     |                     |                        |                        |                        |                        |                        |                        |                |                |                |                |                |                |                |                |  |  |                         |                         |                         |                         | CS Ardor 1908           | CS Ardor 1908           | CS Ardor 1908    | CS Ardor 1908    | CS Ardor 1908      | CS Ardor 1908      |                    |                    |                    |                    | Ginnastica Roma 1899 | Ginnastica Roma 1899 | Ginnastica Roma 1899 | Ginnastica Roma 1899 | Ginnastica Roma 1899 | Ginnastica Roma 1899 |  |  |  |  |  |  |  |  |  |  |  |  |  |  |  |  |  |  |  |  |  |  |  |  |  |  |